# Imran Oulad Omar
Imran Oulad Omar (in arabo عمران ولاد عمر‎?; Amsterdam, 11 dicembre 1997) è un calciatore olandese con cittadinanza marocchina, centrocampista del Noah.

## Statistiche

### Presenze e reti nei club
Statistiche aggiornate al 9 luglio 2025.
| Stagione                    | Squadra                     | Campionato                  | Campionato | Campionato | Coppe nazionali | Coppe nazionali | Coppe nazionali | Coppe continentali | Coppe continentali | Coppe continentali | Altre coppe | Altre coppe | Altre coppe | Totale | Totale |
| Stagione                    | Squadra                     | Comp                        | Pres       | Reti       | Comp            | Pres            | Reti            | Comp               | Pres               | Reti               | Comp        | Pres        | Reti        | Pres   | Reti   |
| --------------------------- | --------------------------- | --------------------------- | ---------- | ---------- | --------------- | --------------- | --------------- | ------------------ | ------------------ | ------------------ | ----------- | ----------- | ----------- | ------ | ------ |
| 2016-2017                   | Achilles '29                | ED                          | 21         | 2          | CO              | 0               | 0               | -                  | -                  | -                  | -           | -           | -           | 21     | 2      |
| 2017-feb. 2018              | Achilles '29                | TD                          | 15         | 4          | CO              | 3               | 1               | -                  | -                  | -                  | -           | -           | -           | 18     | 5      |
| Totale Achilles '29         | Totale Achilles '29         | Totale Achilles '29         | 36         | 6          |                 | 3               | 1               |                    | -                  | -                  |             | -           | -           | 39     | 7      |
| feb.-giu. 2018              | AS Trenčín                  | SL                          | 2+1        | 0          | CS              | -               | -               | UEL                | -                  | -                  | -           | -           | -           | 3      | 0      |
| 2018-2019                   | Den Bosch                   | ED                          | 17         | 3          | CO              | 1               | 0               | -                  | -                  | -                  | -           | -           | -           | 18     | 3      |
| 2019-feb. 2020              | Acad. Clinceni              | L1                          | 2          | 0          | CR              | 0               | 0               | -                  | -                  | -                  | -           | -           | -           | 2      | 0      |
| 2020                        | Lok’omot’ivi Tbilisi        | EL                          | 11         | 3          | CG              | 1               | 1               | UEL                | 3                  | 1                  | -           | -           | -           | 15     | 5      |
| 2021                        | Lok’omot’ivi Tbilisi        | EL                          | 33         | 7          | CG              | 3               | 1               | -                  | -                  | -                  | -           | -           | -           | 12     | 4      |
| Totale Lok’omot’ivi Tbilisi | Totale Lok’omot’ivi Tbilisi | Totale Lok’omot’ivi Tbilisi | 44         | 10         |                 | 4               | 2               |                    | -                  | -                  |             | -           | -           | 48     | 12     |
| feb.-lug. 2022              | Rotor                       | 1D                          | 9          | 1          | CR              | 1               | 0               | -                  | -                  | -                  | -           | -           | -           | 10     | 1      |
| lug.-dic. 2022              | Dinamo Tbilisi              | EL                          | 16         | 8          | CG              | 4               | 1               | UECL               | 2                  | 0                  | -           | -           | -           | 22     | 9      |
| feb.-sett. 2023             | Dinamo Tbilisi              | EL                          | 21         | 13         | CG              | 0               | 0               | UCL+UECL           | 2+2                | 0                  | SG          | 2           | 1           | 27     | 14     |
| Totale Dinamo Tbilisi       | Totale Dinamo Tbilisi       | Totale Dinamo Tbilisi       | 37         | 21         |                 | 4               | 1               |                    | 6                  | 0                  |             | 2           | 1           | 49     | 23     |
| sett. 2023-2024             | Hapoel Be'er Sheva          | LHA                         | 23         | 2          | CI+TC           | 4+0             | 1+0             | -                  | -                  | -                  | -           | -           | -           | 27     | 3      |
| 2024-2025                   | Noah                        | PL                          | 21         | 8          | CA              | 4               | 1               | UCoL               | 11                 | 0                  | -           | -           | -           | 36     | 9      |
| 2025-2026                   | Noah                        | PL                          | 0          | 0          | CA              | 0               | 0               | UCL                | 1                  | 1                  | -           | -           | -           | 1      | 1      |
| Totale Noah                 | Totale Noah                 | Totale Noah                 | 21         | 8          |                 | 4               | 1               |                    | 12                 | 1                  |             | -           | -           | 37     | 10     |
| Totale carriera             | Totale carriera             | Totale carriera             | 191+1      | 51         |                 | 21              | 6               |                    | 21                 | 2                  |             | 2           | 1           | 236    | 60     |

## Palmarès

### Club

#### Competizioni nazionali
- Campionato georgiano: 1

Dinamo Tbilisi: 2022
- Campionato armeno: 1

Noah: 2024-2025
- Coppa d'Armenia: 1

Noah: 2024-2025
- Supercoppa di Georgia: 1

Dinamo Tbilisi: 2023